# Albert Taylor (aviron)
Pour les articles homonymes, voir Taylor et Albert Taylor.
Albert Taylor, né le 20 mai 1911 à Belleville et mort le 9 septembre 1988 à Hamilton, est un rameur d'aviron canadien.

## Palmarès

### Jeux olympiques
- Los Angeles 1932
  -  Médaille de bronze en huit[1].

### Jeux de l'Empire britannique
- Hamilton 1930
  -  Médaille de bronze en huit[1].